# HD 17163
HD 17163，又名BD+04 437，SAO 110730、HR 816，是一颗恒星，视星等为6.03，位于銀經168.09，銀緯-47.92，其B1900.0坐标为赤經2h 40m 6.2s，赤緯+4° -47.92′ 26″。